# Ямбахтино (Канашский район)
Ямба́хтино (чув. Ямпах) — деревня в Канашском районе Чувашии. Входит в состав Кошноруйского сельского поселения.

## География
Деревня находится на расстоянии 27 км к северо-западу от города Канаш, административного центра района, и 55 км к юго-востоку от города Чебоксары, столицы республики.

### Часовой пояс
Деревня Ямбахтино, как и вся Чувашия, находится в часовой зоне МСК (московское время). Смещение применяемого времени относительно UTC составляет +3:00.

## Население
| 2010 | 2012 |
| ---- | ---- |
| 65   | →65  |

## Улицы
В деревне имеются две улицы — Гагарина и Колхозная.

## Инфраструктура
Объекты инфраструктуры отсутствуют. В деревне 33 дома.

## Галерея

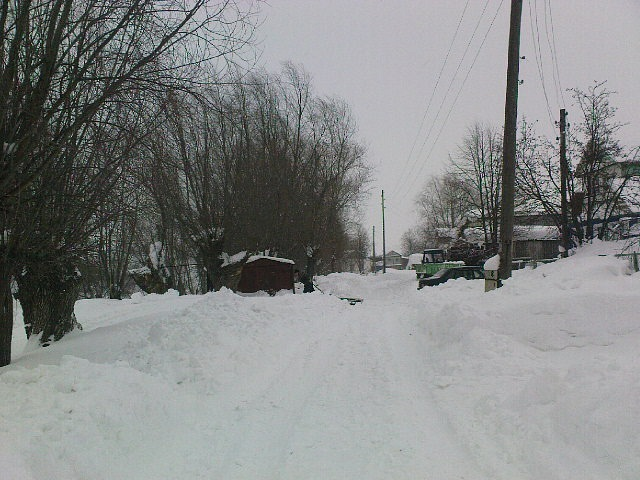
улица Гагарина зимой
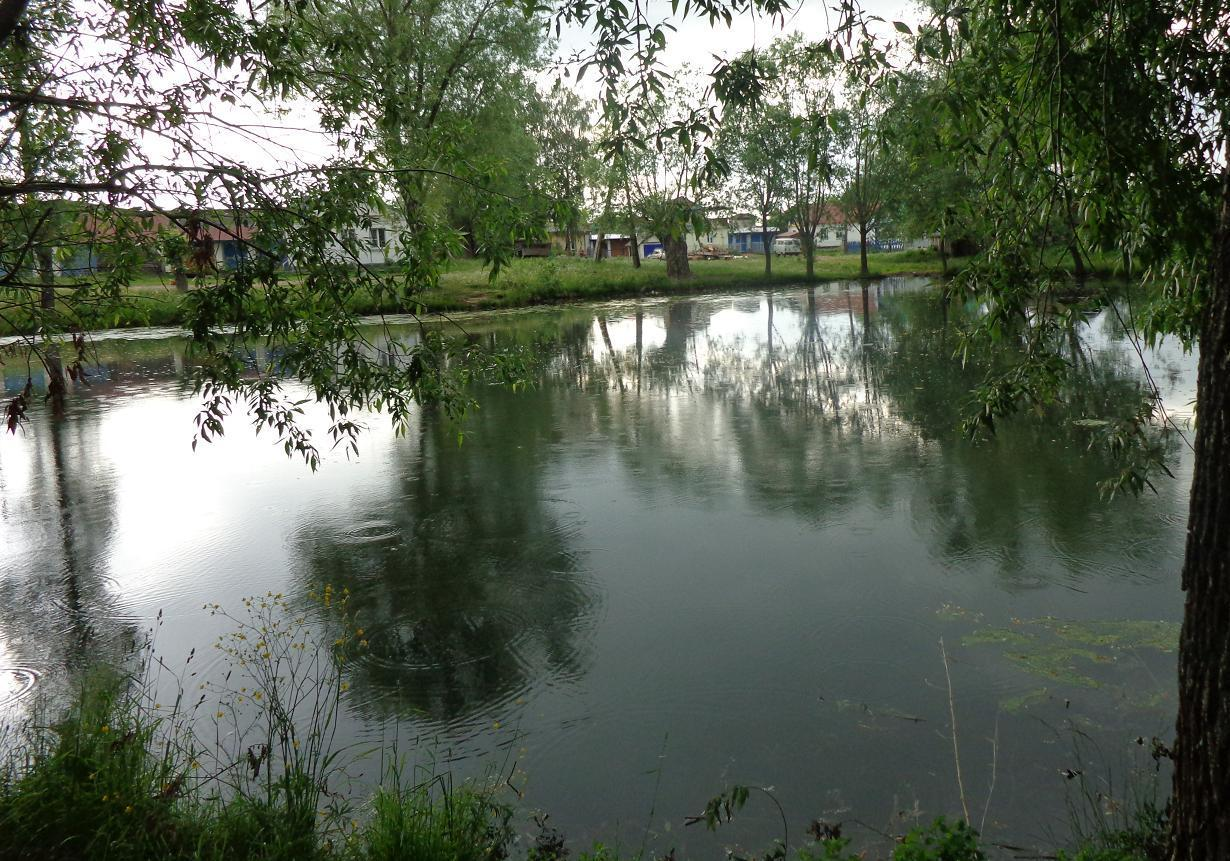
Деревенский пруд со стороны ул. Колхозной
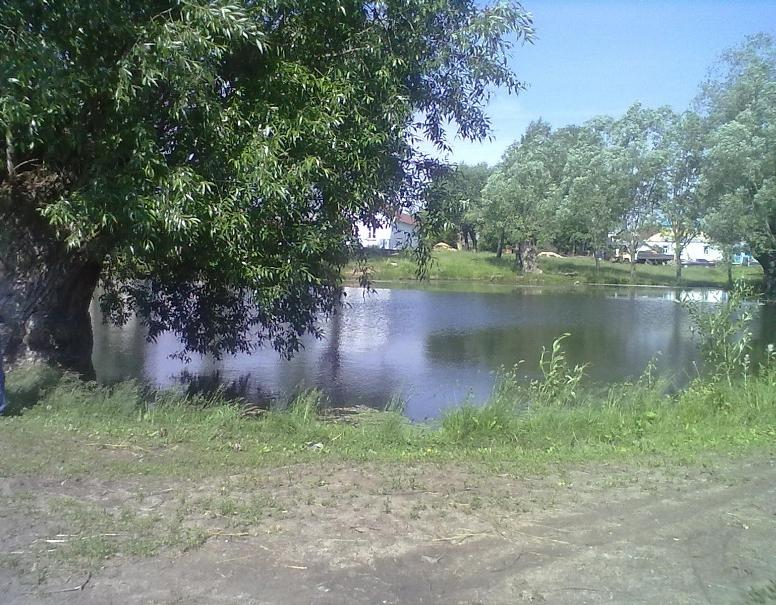
Деревенский пруд со стороны ул. Гагарина